# Трендафилов, Стефан
Стефан Георгиев Трендафилов (болг. Стефан Георгиев Трендафилов; род. 4 марта 1971, Сливен) — болгарский боксёр, представитель средней весовой категории. Выступал за сборную Болгарии по боксу в конце 1980-х — начале 1990-х годов, победитель и призёр турниров международного значения, чемпион болгарского национального первенства, участник летних Олимпийских игр в Барселоне. В период 1994—2005 годов боксировал также на профессиональном уровне, но без особого успеха.

## Биография
Стефан Трендафилов родился 4 марта 1971 года в городе Сливен, Болгария. Проходил подготовку в боксёрском клубе ЦСКА в Софии.

### Любительская карьера
Впервые заявил о себе на международной арене в сезоне 1987 года, когда вошёл в состав болгарской национальной сборной и выступил на домашнем турнире «Олимпийский ринг» в Ямболе, откуда привёз награду серебряного достоинства, выигранную в зачёте средней весовой категории.
В 1988 году боксировал на чемпионате Европы среди юниоров в Гданьске, где на стадии четвертьфиналов был нокаутирован советским боксёром Андреем Руденко.
В 1990 году стал призёром армейского чемпионата социалистических стран в Венгрии.
Одним из самых успешных сезонов в его спортивной карьере оказался сезон 1992 года. В это время Трендафилов победил на чемпионате Болгарии, выиграл международный турнир «Ахмет Комерт» в Стамбуле, получил бронзу на Кубке Копенгагена в Дании. Принял участие в матчевой встрече со сборной США в Сакраменто, уступив американскому боксёру Крису Бёрду, будущему чемпиону мира среди профессионалов. Благодаря череде удачных выступлений удостоился права защищать честь страны на летних Олимпийских играх в Барселоне — в категории до 75 кг благополучно прошёл первого соперника по турнирной сетке, тогда как во втором четвертьфинальном бою досрочно в первом же раунде потерпел поражение от канадца Криса Джонсона.

### Профессиональная карьера
В период 1994—2005 годов Стефан Трендафилов периодически выступал на профессиональном уровне, но успеха на этом поприще не добился: из девяти боёв выиграл только один. Боксировал с известным немецким боксёром Луаном Красничи (4-0), проиграв ему техническим нокаутом в первом же раунде.